# Campeonato Mundial de Esquí Nórdico de 2023
El LV Campeonato Mundial de Esquí Nórdico se celebró en la localidad de Planica (Eslovenia) entre el 21 de febrero y el 5 de marzo de 2023 bajo la organización de la Federación Internacional de Esquí (FIS) y la Federación Eslovena de Esquí.
Los esquiadores de Rusia y Bielorrusia fueron excluidos de este campeonato debido a la invasión rusa de Ucrania.

## Esquí de fondo

### Masculino
| Evento                          | Oro                                                                                              | Plata                                                                                       | Bronce                                                                                  |
| ------------------------------- | ------------------------------------------------------------------------------------------------ | ------------------------------------------------------------------------------------------- | --------------------------------------------------------------------------------------- |
| Velocidad individual EC (23.02) | Johannes Klæbo · Noruega · 2:56,07                                                               | Pål Golberg · Noruega · 2:58,29                                                             | Jules Chappaz Francia 2:58,31                                                           |
| Velocidad por equipo EL (26.02) | Noruega · Pål Golberg · Johannes Klæbo · 17:28,14                                                | Italia · Francesco De Fabiani · Federico Pellegrino · 17:30,62                              | Francia Renaud Jay Richard Jouve 17:44,62                                               |
| 15 km EL (01.03)                | Simen Hegstad Krüger · Noruega · 32:17,4                                                         | Harald Østberg Amundsen · Noruega · 32:22,7                                                 | Hans Christer Holund · Noruega · 32:42,0                                                |
| 30 km persecución EM (24.02)    | Simen Hegstad Krüger · Noruega · 1:09:40,3                                                       | Johannes Klæbo · Noruega · 1:09:52,5                                                        | Sjur Røthe · Noruega · 1:09:54,4                                                        |
| 50 km EC (05.03)                | Pål Golberg · Noruega · 2:01:30,2                                                                | Johannes Klæbo · Noruega · 2:01:31,2                                                        | William Poromaa · Suecia · 2:01:31,4                                                    |
| Relevo 4 × 10 km (03.02)        | Noruega · Hans Christer Holund · Pål Golberg · Simen Hegstad Krüger · Johannes Klæbo · 1:32:54,7 | Finlandia · Ristomatti Hakola · Iivo Niskanen · Perttu Hyvärinen · Niko Anttola · 1:33:41,6 | Alemania · Albert Kuchler · Janosch Brugger · Jonas Dobler · Friedrich Moch · 1:33:54,5 |

### Femenino
| Evento                          | Oro | Plata                                                                            | Bronce                                                                           |
| ------------------------------- | --- | -------------------------------------------------------------------------------- | -------------------------------------------------------------------------------- |
| Velocidad individual EC (23.02) | Jonna Sundling · Suecia · 3:21,67                                                                        | Emma Ribom · Suecia · 3:22,54                                                    | Maja Dahlqvist · Suecia · 3:26,12                                                |
| Velocidad por equipo EL (26.02) | Suecia · Emma Ribom · Jonna Sundling · 19:40,73                                                          | Noruega · Anne Kjersti Kalvå · Tiril Udnes Weng · 19:43,15                       | Estados Unidos Jessica Diggins Julia Kern 19:46,06                               |
| 10 km EL (28.02)                | Jessica Diggins Estados Unidos 23:40,8                                                                   | Frida Karlsson · Suecia · 23:54,8                                                | Ebba Andersson · Suecia · 24:00,3                                                |
| 15 km persecución EM (25.02)    | Ebba Andersson · Suecia · 38:11,8                                                                        | Frida Karlsson · Suecia · 38:33,8                                                | Astrid Øyre Slind · Noruega · 38:59,8                                            |
| 30 km EC (04.03)                | Ebba Andersson · Suecia · 1:22:18,0                                                                      | Anne Kjersti Kalvå · Noruega · 1:23:11,0                                         | Frida Karlsson · Suecia · 1:23:12,2                                              |
| Relevo 4 × 5 km (02.02)         | Noruega · Tiril Udnes Weng · Astrid Øyre Slind · Ingvild Flugstad Østberg · Anne Kjersti Kalvå · 50:33,3 | Alemania · Laura Gimmler · Katharina Hennig · Pia Fink · Victoria Carl · 50:53,8 | Suecia · Emma Ribom · Ebba Andersson · Frida Karlsson · Maja Dahlqvist · 51:02,0 |

## Salto en esquí

### Masculino
| Evento                              | Oro                                                          | Plata | Bronce                                                                           |
| ----------------------------------- | ------------------------------------------------------------ | --- | -------------------------------------------------------------------------------- |
| Trampolín normal individual (25.02) | Piotr Żyła · Polonia · 261,8 pts.                            | Andreas Wellinger · Alemania · 259,2 pts.                                                                    | Karl Geiger · Alemania · 257,7 pts.                                              |
| Trampolín grande individual (03.03) | Timi Zajc Eslovenia 287,5                                    | Ryoyu Kobayashi Japón 276,8                                                                                  | Dawid Kubacki · Polonia · 276,2                                                  |
| Trampolín grande por equipo (04.03) | Eslovenia Lovro Kos Žiga Jelar Timi Zajc Anže Lanišek 1178,9 | Noruega · Johann André Forfang · Kristoffer Eriksen Sundal · Marius Lindvik · Halvor Egner Granerud · 1166,0 | Austria · Daniel Tschofenig · Michael Hayböck · Jan Hörl · Stefan Kraft · 1139,4 |

### Femenino
| Evento                              | Oro                                                                                    | Plata                                                                                            | Bronce                                                                                         |
| ----------------------------------- | -------------------------------------------------------------------------------------- | ------------------------------------------------------------------------------------------------ | ---------------------------------------------------------------------------------------------- |
| Trampolín normal individual (23.02) | Katharina Althaus · Alemania · 249,1 pts.                                              | Eva Pinkelnig · Austria · 246,9 pts.                                                             | Anna Odine Strøm · Noruega · 246,0 pts.                                                        |
| Trampolín grande individual (01.03) | Alexandria Loutitt · Canadá · 364,4                                                    | Maren Lundby · Noruega · 254,0                                                                   | Katharina Althaus · Alemania · 245,9                                                           |
| Trampolín normal por equipo (25.02) | Alemania · Anna Rupprecht · Luisa Görlich · Selina Freitag · Katharina Althaus · 843,8 | Austria · Chiara Kreuzer · Julia Mühlbacher · Jacqueline Seifriedsberger · Eva Pinkelnig · 831,1 | Noruega · Maren Lundby · Eirin Maria Kvandal · Thea Minyan Bjørseth · Anna Odine Strøm · 828,6 |

### Mixto
| Evento                              | Oro                                                                                           | Plata | Bronce                                                               |
| ----------------------------------- | --------------------------------------------------------------------------------------------- | --- | -------------------------------------------------------------------- |
| Trampolín normal por equipo (26.02) | Alemania · Selina Freitag · Karl Geiger · Katharina Althaus · Andreas Wellinger · 1017,2 pts. | Noruega · Anna Odine Strøm · Johann André Forfang · Thea Minyan Bjørseth · Halvor Egner Granerud · 1004,5 pts. | Eslovenia Nika Križnar Timi Zajc Ema Klinec Anže Lanišek 1000,4 pts. |

## Combinada nórdica

### Masculino
| Evento                | Oro                                                                                           | Plata                                                                                | Bronce                                                                                       |
| --------------------- | --------------------------------------------------------------------------------------------- | ------------------------------------------------------------------------------------ | -------------------------------------------------------------------------------------------- |
| TN + 10 km (25.02)    | Jarl Magnus Riiber · Noruega · 24:36,3                                                        | Julian Schmid · Alemania · 24:55,7                                                   | Franz-Josef Rehrl · Austria · 24:57,3                                                        |
| TG + 10 km (04.03)    | Jarl Magnus Riiber · Noruega · 23:42,6                                                        | Jens Lurås Oftebro · Noruega · 24:44,0                                               | Johannes Lamparter · Austria · 24:47,3                                                       |
| TG + 4 × 5 km (01.03) | Noruega · Espen Andersen · Jens Lurås Oftebro · Jørgen Graabak · Jarl Magnus Riiber · 47:20,4 | Alemania · Eric Frenzel · Vinzenz Geiger · Johannes Rydzek · Julian Schmid · 47:29,4 | Austria · Martin Fritz · Lukas Greiderer · Stefan Rettenegger · Johannes Lamparter · 47:29,7 |

### Femenino
| Evento            | Oro                                      | Plata                                    | Bronce                     |
| ----------------- | ---------------------------------------- | ---------------------------------------- | -------------------------- |
| TN + 5 km (24.02) | Gyda Westvold Hansen · Noruega · 14:27,1 | Nathalie Armbruster · Alemania · 14:38,6 | Haruka Kasai Japón 14:42,8 |

### Mixto
| Evento                | Oro                                                                                                  | Plata                                                                                   | Bronce                                                                                      |
| --------------------- | --- | --------------------------------------------------------------------------------------- | ------------------------------------------------------------------------------------------- |
| TN + 4 × 5 km (26.02) | Noruega · Jens Lurås Oftebro · Ida Marie Hagen · Gyda Westvold Hansen · Jarl Magnus Riiber · 37:38,2 | Alemania · Vinzenz Geiger · Jenny Nowak · Nathalie Armbruster · Julian Schmid · 38:26,0 | Austria · Stefan Rettenegger · Annalena Slamik · Lisa Hirner · Johannes Lamparter · 38:38,2 |

## Medallero
| Núm. | País           | Oro | Plata | Bronce | Total |
| ---- | -------------- | --- | ----- | ------ | ----- |
| 1    | Noruega        | 12  | 10    | 5      | 27    |
| 2    | Suecia         | 4   | 3     | 5      | 12    |
| 3    | Alemania       | 3   | 6     | 3      | 12    |
| 4    | Eslovenia      | 2   | 0     | 1      | 3     |
| 5    | Estados Unidos | 1   | 0     | 1      | 2     |
| 5    | Polonia        | 1   | 0     | 1      | 2     |
| 7    | Canadá         | 1   | 0     | 0      | 1     |
| 8    | Austria        | 0   | 2     | 5      | 7     |
| 9    | Japón          | 0   | 1     | 1      | 2     |
| 10   | Finlandia      | 0   | 1     | 0      | 1     |
| 10   | Italia         | 0   | 1     | 0      | 1     |
| 12   | Francia        | 0   | 0     | 2      | 2     |
|      | TOTAL          | 24  | 24    | 24     | 72    |